# Иван Ночев
Иван (Джон) Стефанов Ночев (на английски: John Notchev) е американски авиоинженер.

## Живот и кариера
От малък Иван Ночев се увлича по техниката. Завършва местното механо-техническо училище, стажува в казанлъшкия завод Арсенал, постъпва в Държавната аеропланна работилница в Божурище. По-късно основава Аеропланната работилница към летище „Марино поле“ – Карлово.
През 1942 с група авиотехници Иван Ночев изкарва тримесечна специализация в Германия и е приет за студент в Берлинската политехника. По време на войната сградата на политехниката е разрушена и той се завръща в България. В началото на 1944 продължава образованието си в Прага и го завършва във Виена, където получава докторат. Работи известно време на летището на австрийската столица и отново се връща в България.
През 1951 Иван Ночев заминава за Канада, където работи в Канадаеър. През 1956 заминава за САЩ. Работи за аерокосмическия гигант Дженерал Дайнамикс Корпорейшън (на английски: General Dynamics Corporation) в отдел Конвеър. През 1962 д-р инж. Джон Ночев става американски гражданин и създава собствена фирма в областта на аерокосмическите изследвания – Лансиа (Lancea).

## Памет
На инженер Иван Ночев е наречена улица в квартал „Димитър Миленков“ в София (Карта).